# Telmatoscopus nebraskensis
Telmatoscopus nebraskensis és una espècie d'insecte dípter pertanyent a la família dels psicòdids que es troba als Estats Units: Wisconsin i Michigan.